# Клоуз, Гленн
Гленн Кло́уз (англ. Glenn Close; род. 19 марта 1947, Гринуич, Коннектикут, США) — американская актриса театра, кино, телевидения, мюзиклов и озвучивания, певица и продюсер. Является рекордсменкой среди актрис, имея наибольшее количество номинаций (восемь) на премию «Оскар» за актёрскую работу, но без победы (1983, 1984, 1985, 1988, 1989, 2012, 2019, 2021). Лауреат трёх премий «Золотой глобус», трёх премий «Эмми», трёх премий «Тони» и двух премий Американской Гильдии киноактёров.
Гленн Клоуз наиболее известна по своим ролям в фильмах «Роковое влечение», «Опасные связи» и «101 далматинец». В последние годы в основном работает на телевидении: сыграла в телесериале «Щит», а с 2007 года по 2012 год снималась в телевизионной драме «Схватка».

## Биография
Клоуз родилась 19 марта 1947 года в Гринуиче (штат Коннектикут). Её родители принадлежали к сливкам местного общества и могли похвастаться родственными связями среди европейской аристократии. Своё детство Гленн провела в Конго, где её отец в течение 16 лет управлял медицинской клиникой, а затем её отправили учиться в школу-интернат в Швейцарии. В дальнейшем она окончила Колледж Вильгельма и Марии с двойной специализацией — театр и антропология.

## Карьера
В 1974 году Клоуз дебютировала на Бродвее. Её театральные работы неизменно пользовались успехом у критиков и принесли ей три награды «Тони». Пожалуй, самая известная её роль в театре — Норма Десмонд в мюзикле Эндрю Ллойда Уэббера «Бульвар Сансет». (Клоуз отлично поёт и ежегодно исполняет национальный гимн на церемонии открытия бейсбольного сезона в Нью-Йорке.)
В кино Клоуз впервые снялась в 35 лет. Её первая же роль (в фильме «Мир по Гарпу») была номинирована на «Оскар». В течение последующих лет ей зачастую приходилось играть женщин не вполне психически нормальных. Такова роль актрисы-психопатки в триллере «Роковое влечение» (1987), где её партнёром был Майкл Дуглас. Одной из вершин актёрского мастерства Клоуз считается беспощадная маркиза де Мертей в экранизации романа «Опасные связи» (1988).
В девяностые годы Клоуз всё больше работает для телевидения («Сара, высокая и простая женщина», 1990; «Лев зимой», 2003). Как заметила её подруга Мерил Стрип, «чтобы получить роль, актриса моего возраста должна играть либо мать, либо умирающую от смертельной болезни». В кинорепертуаре Клоуз резко увеличивается количество возрастных (Гертруда в «Гамлете» Франко Дзеффирелли) и гротескно-комических ролей (Стервелла Де Виль в диснеевском «Сто одном далматинце» и его сиквеле).
В 1990-х актриса искала для себя новые типажи и роли (преимущественно характерные), среди которых и такие, как первая леди («Марс атакует!») и вице-президент США («Самолёт президента»).

## Личная жизнь
В 1969—1971 годах была замужем за гитаристом и автором песен Каботом Уэйдом.
В 1984—1987 годах была замужем за бизнесменом Джеймсом Марласом.
В 1987—1991 годах состояла в фактическом браке с продюсером Джоном Старком. У бывшей пары есть дочь — Энни Мод Старк (род.26.04.1988), актриса.
В 2006—2015 годах была замужем за предпринимателем Дэвидом Эвансом Шоу.

## Фильмография
| Год       |     | Русское название                                    | Оригинальное название                                | Роль                              |
| --------- | --- | --------------------------------------------------- | ---------------------------------------------------- | --------------------------------- |
| 1979      | ф   | Слишком далеко идти                                 | Too Far to Go                                        | Ребекка                           |
| 1979      | ф   | Поезд сирот                                         | Orphan Train                                         | Джессика                          |
| 1982      | ф   | Мир по Гарпу                                        | The World According to Garp                          | Дженни Филдс                      |
| 1983      | ф   | Большое разочарование                               | Big Chill                                            | Сара Купер                        |
| 1984      | ф   | Самородок                                           | Natural                                              | Айрис Гейнс                       |
| 1984      | ф   | Грейстоук: Легенда о Тарзане                        | Greystoke: The Legend of Tarzan, Lord of the Ape     | мисс Джейн Портр                  |
| 1984      | ф   | Каменный мальчик                                    | The Stone Boy                                        | Рут Хайлермэн                     |
| 1984      | ф   | Кое-что про Амелию                                  | Something About Amelia                               | Гейл Баннетт                      |
| 1985      | ф   | Макси                                               | Maxie                                                | Джен / Макси                      |
| 1985      | ф   | Зазубренное лезвие                                  | Jagged Edge                                          | Тедди Барнс                       |
| 1987      | ф   | Роковое влечение                                    | Fatal Attraction                                     | Алекс Форрест                     |
| 1988      | ф   | Камни для Ибарры                                    | Stones for Ibarra                                    | Сара                              |
| 1988      | ф   | Опасные связи                                       | Dangerous Liaisons                                   | маркиза Изабель де Мертей         |
| 1989      | ф   | Узы родства                                         | Immediate Family                                     | Линда Спектор                     |
| 1990      | ф   | Гамлет                                              | Hamlet                                               | Гертруда                          |
| 1990      | ф   | Изнанка судьбы                                      | Reversal of Fortune                                  | Санни фон Булоу                   |
| 1991      | ф   | Капитан Крюк                                        | Hook                                                 | эпизодическая роль                |
| 1991      | ф   | Сара, высокая и простая женщина                     | Sarah, Plain and Tall                                | Сара                              |
| 1991      | ф   | Встреча с Венерой                                   | Találkozás Vénusszal                                 | Карин Андерсон                    |
| 1993      | ф   | Американская сага                                   | Skylark                                              | Сара                              |
| 1993      | ф   | Дом духов                                           | House of the Spirit                                  | Ферула                            |
| 1994      | ф   | Газета                                              | The Paper                                            | Алисия Кларк                      |
| 1995      | ф   | Молчи и служи: история Маргарет Каммермейер         | Serving in Silence: The Margarethe Cammermeyer Story | Маргарет Каммермейер              |
| 1996      | ф   | Мэри Райли                                          | Mary Reilly                                          | миссис Фаррадей                   |
| 1996      | ф   | Марс атакует!                                       | Mars Attacks!                                        | первая леди Марша Дейл            |
| 1996      | ф   | 101 далматинец                                      | 101 Dalmatians                                       | Стервелла Де Виль                 |
| 1997      | тф  | В сумерках                                          | In the Gloaming                                      | Джанет                            |
| 1997      | ф   | Вход и выход                                        | In & Out                                             | камео                             |
| 1997      | ф   | Самолёт президента                                  | Air Force One                                        | вице-президент Кэтрин Беннетт     |
| 1997      | ф   | Дорога в рай                                        | Paradise Road                                        | Эдринн Парджитер                  |
| 1999      | ф   | Колесо фортуны                                      | Cookie's Fortune                                     | Камилль Диксон                    |
| 1999      | ф   | Тарзан                                              | Tarzan                                               | Кала                              |
| 2000      | ф   | Женские тайны                                       | Things You Can Tell Just by Looking at Her           | доктор Элейн Кинер                |
| 2000      | ф   | 102 далматинца                                      | 102 Dalmatians                                       | Стервелла Де Виль                 |
| 2001      | ф   | Тихоокеанская история                               | South Pacific                                        | Нелли                             |
| 2001      | ф   | Безопасность вещей                                  | The Safety of Objects                                | Эстер Голд                        |
| 2002—2010 | с   | Золотое время                                       | Gylne tide                                           | Алекс Форрест                     |
| 2002      | с   | Уилл и Грейс                                        | Will & Grace                                         | Фанни Либер                       |
| 2003      | с   | Лев зимой                                           | The Lion in Winter                                   | Алиенора Аквитанская              |
| 2003      | ф   | Столкновение с судьбой                              | Brush with Fate                                      | Корнелия                          |
| 2003      | ф   | Развод                                              | Le Divorce                                           | Оливия Пейс                       |
| 2004      | ф   | Личный досмотр                                      | Strip Search                                         | Карен Мур                         |
| 2004      | ф   | Степфордские жёны                                   | Stepford Wives                                       | Клэр Веллингтон                   |
| 2005      | с   | Щит                                                 | The Shield                                           | капитан Моника Роунинг            |
| 2005      | ф   | Высоты                                              | Heights                                              | Диана                             |
| 2005      | ф   | Правдивая история Красной Шапки                     | Hoodwinked!                                          | бабушка                           |
| 2005      | ф   | Девять жизней                                       | Nine Lives                                           | Мэгги                             |
| 2005      | ф   | Чамскраббер                                         | The Chumscrubber                                     | миссис Джонсон                    |
| 2007      | ф   | Вечер                                               | Evening                                              | миссис Виттенборн                 |
| 2007—2012 | с   | Схватка                                             | Damages                                              | Пэтти Хьюс                        |
| 2009      | ф   | Дом                                                 | Home                                                 | рассказчик, озвучка               |
| 2010      | ф   | Правдивая история Красной Шапки 2: Шапка против Зла | Hoodwinked Too! Hood VS. Evil                        | бабушка                           |
| 2011      | ф   | Таинственный Альберт Ноббс                          | Albert Nobbs                                         | Альберт Ноббс                     |
| 2011      | кор | Печать зла                                          | Touch of Evil                                        | женщины-вамп                      |
| 2014      | ф   | Стражи Галактики                                    | Guardians of the Galaxy                              | командор Корпуса Новы Ирани Раэль |
| 2014      | ф   | Совсем низко                                        | Low Down                                             | Грэм                              |
| 2014      | ф   | С 5 до 7. Время любовников                          | 5 to 7                                               | мать Брайана                      |
| 2015      | ф   | Анестезия                                           | Anesthesia                                           | Марсиа Зарроу                     |
| 2015      | ф   | Великолепная Гилли Хопкинс                          | The Great Gilly Hopkins                              | Нонни Хопкинс                     |
| 2016      | ф   | Новая эра Z                                         | The Girl with All the Gifts                          | доктор Кэролайн Колдвелл          |
| 2016      | ф   | Варкрафт                                            | Warcraft                                             | Алоди                             |
| 2017      | ф   | Скрюченный домишко                                  | Crooked House                                        | леди Эдит                         |
| 2017      | ф   | Кто наш папа, чувак?                                | Father Figures                                       | Хелен                             |
| 2017      | ф   | Тайна 7 сестёр                                      | What Happened to Monday                              | Николетт Кейман                   |
| 2017      | ф   | Жена                                                | The Wife                                             | Джоан Кастельман                  |
| 2018—2019 | с   | Трое с небес: Истории Аркадии                       | 3Below: Tales of Arcadia                             | Мама                              |
| 2020      | ф   | Элегия Хиллбилли                                    | Hillbilly Elegy                                      | мама                              |
| 2020—2022 | с   | Тегеран                                             | Tehran                                               | Марджан Монтазери                 |
| 2021      | ф   | Лебединая песня                                     | Swan Song                                            | доктор Скотт                      |
| 2023      | ф   | Сердце Стоун                                        | Heart of Stone                                       | «Бубновая королева»               |
| 2024      | с   | Новый взгляд                                        | The New Look                                         | Кармел Сноу                       |
| 2025      | ф   | Снова в деле                                        | Back in Action                                       | Джинни Кёртис                     |
| 2025      | ф   | Достать ножи: Проснись, мертвец                     | Wake Up Dead Man: A Knives Out Mystery               | Марта Делакруа                    |
| 2026      | ф   | Голодные игры: Рассвет жатвы                        | The Hunger Games: Sunrise on the Reaping             | Друзилла Сикл                     |

## Премии и номинации
| Награда                        | Год  | Категория                                            | Работа                                      | Результат |
| ------------------------------ | ---- | ---------------------------------------------------- | ------------------------------------------- | --------- |
| Оскар                          | 1983 | Лучшая женская роль второго плана                    | Мир по Гарпу                                | Номинация |
| Оскар                          | 1984 | Лучшая женская роль второго плана                    | Большое разочарование                       | Номинация |
| Оскар                          | 1985 | Лучшая женская роль второго плана                    | Самородок                                   | Номинация |
| Оскар                          | 1988 | Лучшая женская роль                                  | Роковое влечение                            | Номинация |
| Оскар                          | 1989 | Лучшая женская роль                                  | Опасные связи                               | Номинация |
| Оскар                          | 2012 | Лучшая женская роль                                  | Таинственный Альберт Ноббс                  | Номинация |
| Оскар                          | 2019 | Лучшая женская роль                                  | Жена                                        | Номинация |
| Оскар                          | 2021 | Лучшая женская роль второго плана                    | Элегия Хиллбилли                            | Номинация |
| BAFTA                          | 1990 | Лучшая женская роль                                  | Опасные связи                               | Номинация |
| BAFTA                          | 2019 | Лучшая женская роль                                  | Жена                                        | Номинация |
| Золотой глобус                 | 1985 | Лучшая женская роль в мини-сериале или телефильме    | Кое-что про Амелию                          | Номинация |
| Золотой глобус                 | 1986 | Лучшая женская роль в комедии или мюзикле            | Макси                                       | Номинация |
| Золотой глобус                 | 1988 | Лучшая женская роль в драме                          | Роковое влечение                            | Номинация |
| Золотой глобус                 | 1992 | Лучшая женская роль в мини-сериале или телефильме    | Сара в поисках счастья                      | Номинация |
| Золотой глобус                 | 1996 | Лучшая женская роль в мини-сериале или телефильме    | Молчи и служи: история Маргарет Каммермейер | Номинация |
| Золотой глобус                 | 1997 | Лучшая женская роль в комедии или мюзикле            | 101 далматинец                              | Номинация |
| Золотой глобус                 | 2005 | Лучшая женская роль в мини-сериале или телефильме    | Лев зимой                                   | Победа    |
| Золотой глобус                 | 2006 | Лучшая женская роль в телевизионном сериале (драма)  | Щит                                         | Номинация |
| Золотой глобус                 | 2008 | Лучшая женская роль в телевизионном сериале (драма)  | Схватка                                     | Победа    |
| Золотой глобус                 | 2010 | Лучшая женская роль в телевизионном сериале (драма)  | Схватка                                     | Номинация |
| Золотой глобус                 | 2012 | Лучшая женская роль в драме                          | Таинственный Альберт Ноббс                  | Номинация |
| Золотой глобус                 | 2012 | Лучшая песня                                         | Таинственный Альберт Ноббс                  | Номинация |
| Золотой глобус                 | 2013 | Лучшая женская роль в телевизионном сериале (драма)  | Схватка                                     | Номинация |
| Золотой глобус                 | 2019 | Лучшая женская роль в драме                          | Жена                                        | Победа    |
| Золотой глобус                 | 2021 | Лучшая женская роль второго плана                    | Элегия Хиллбилли                            | Номинация |
| Эмми                           | 1984 | Лучшая женская роль в мини-сериале или фильме        | Кое-что про Амелию                          | Номинация |
| Эмми                           | 1991 | Лучшая женская роль в мини-сериале или фильме        | Сара в поисках счастья                      | Номинация |
| Эмми                           | 1991 | Лучший мини-сериал или фильм                         | Сара в поисках счастья                      | Номинация |
| Эмми                           | 1993 | Лучшая женская роль в мини-сериале или фильме        | Американская сага                           | Номинация |
| Эмми                           | 1995 | Лучшая женская роль в мини-сериале или фильме        | Молчи и служи: история Маргарет Каммермейер | Победа    |
| Эмми                           | 1995 | Лучший мини-сериал или фильм                         | Молчи и служи: история Маргарет Каммермейер | Номинация |
| Эмми                           | 1997 | Лучшая женская роль в мини-сериале или фильме        | В сумерках                                  | Номинация |
| Эмми                           | 2002 | Лучшая приглашённая актриса в комедийном телесериале | Уилл и Грейс                                | Номинация |
| Эмми                           | 2004 | Лучшая женская роль в мини-сериале или фильме        | Лев зимой                                   | Номинация |
| Эмми                           | 2005 | Лучшая женская роль в драматическом телесериале      | Щит                                         | Номинация |
| Эмми                           | 2008 | Лучшая женская роль в драматическом телесериале      | Схватка                                     | Победа    |
| Эмми                           | 2009 | Лучшая женская роль в драматическом телесериале      | Схватка                                     | Победа    |
| Эмми                           | 2010 | Лучшая женская роль в драматическом телесериале      | Схватка                                     | Номинация |
| Эмми                           | 2012 | Лучшая женская роль в драматическом телесериале      | Схватка                                     | Номинация |
| Премия Гильдии киноактёров США | 1996 | Лучшая женская роль в телефильме или мини-сериале    | Молчи и служи: история Маргарет Каммермейер | Номинация |
| Премия Гильдии киноактёров США | 1998 | Лучшая женская роль в телефильме или мини-сериале    | В сумерках                                  | Номинация |
| Премия Гильдии киноактёров США | 2005 | Лучшая женская роль в телефильме или мини-сериале    | Лев зимой                                   | Победа    |
| Премия Гильдии киноактёров США | 2008 | Лучшая женская роль в драматическом сериале          | Схватка                                     | Номинация |
| Премия Гильдии киноактёров США | 2010 | Лучшая женская роль в драматическом сериале          | Схватка                                     | Номинация |
| Премия Гильдии киноактёров США | 2011 | Лучшая женская роль в драматическом сериале          | Схватка                                     | Номинация |
| Премия Гильдии киноактёров США | 2012 | Лучшая женская роль                                  | Таинственный Альберт Ноббс                  | Номинация |
| Премия Гильдии киноактёров США | 2012 | Лучшая женская роль в драматическом сериале          | Схватка                                     | Номинация |
| Премия Гильдии киноактёров США | 2019 | Лучшая женская роль                                  | Жена                                        | Победа    |
| Премия Гильдии киноактёров США | 2021 | Лучшая женская роль второго плана                    | Элегия Хиллбилли                            | Номинация |
| Тони                           | 1980 | Лучшая женская роль второго плана в пьесе            | Барнум                                      | Номинация |
| Тони                           | 1984 | Лучшая женская роль в пьесе                          | Отражения или истинное                      | Победа    |
| Тони                           | 1992 | Лучшая женская роль в пьесе                          | Смерть и девушка                            | Победа    |
| Тони                           | 1995 | Лучшая женская роль в мюзикле                        | Бульвар Сансет                              | Победа    |
| Выбор критиков                 | 2019 | Лучшая актриса                                       | Жена                                        | Победа    |
| Выбор критиков                 | 2021 | Лучшая актриса второго плана                         | Элегия Хиллбилли                            | Номинация |